# Tuchfabrik Hasselbach & Westerkamp
Die ehemalige Tuchfabrik „Hasselbach & Westerkamp“ mit Fabrikgebäude, der Fabrikantenvilla mit Garten und dem Kontorgebäude ist eine denkmalgeschützte Gebäudegruppe in Cottbus.

## Geschichte
Christoph Hasselbach, der am 7. Dezember 1841 in Göttingen geborene Tuchmachersohn, heiratete am 15. Dezember 1867 in Cottbus Anna Kühn, die Tochter des Teppichfabrikanten Kühn, und gründete 1868 eine kleine Tuchfabrik. Eine Reitanlage mitten in der Stadt, heute wohl unvorstellbar, um 1900 war es Cottbuser Realität. Tuchfabrikant Adolf Westkamp besaß 1889 in der Wernerstraße/Ecke Wilhelm-Külz-Straße einen Komplex aus Reithalle, Stall, Wohn- und Vereinshaus. Christoph Hasselbach und Adolf Westerkamp führten 1868 ihre getrennten Unternehmen zusammen und vereinten nun Vollwäscherei, Färberei, Spinnerei. Zwirnerei, Weberei, Walke und Appretur unter dem Firmennamen „Hasselbach & Westerkamp“. 1880 kaufte Christoph Hasselbach mit Adolf Westerkamp die seit 1862 bestehende Textilfabrik von Adolf Ziesche in der Ostrower Straße. 1880 von Firma Hasselbach & Westerkamp übernommen, war ab 1898 Christoph Hasselbach Alleineigentümer. Danach wurde die Tuchfabrik an die Söhne Max und Otto Hasselbach übergeben (Christoph Hasselbach starb am 5. September 1915 in Cottbus).

## Baugeschichte und -beschreibung

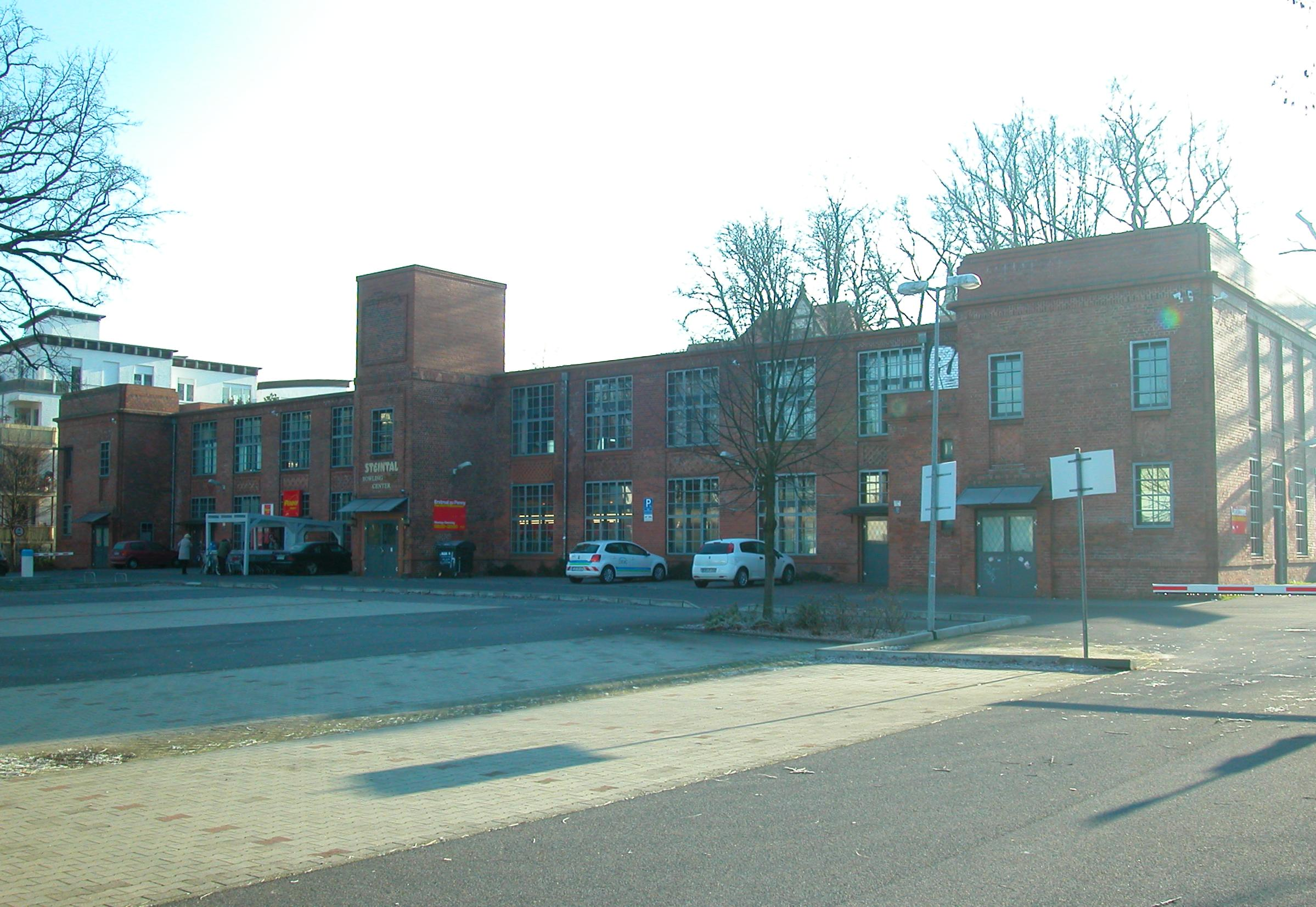
Fabrikgebäude

### Fabrikgebäude
Das Fabrikgebäude im Ostrower Wohnpark 7, die ehemalige Spinnerei, wurde 1925/26 nach den Plänen des renommierten Cottbuser Architekten Rudolf Stiefler erbaut. Das ehemalige Spinnereigebäude an der Grundstücksgrenze zum Auguste-Stift, ursprünglich den südlichen Abschluss des Fabrikhofes bildend, steht heute an der neuen Straße Ostrower Wohnpark. Der mit roten Klinkern verblendete Bau ist eine Eisen-Beton-Skelettkonstruktion mit Flachdach. An seinen Schmalseiten mit einer Attika abschließend, nach Norden flüchtig vorgezogene Kopfbauten, deren Ecken durch massig wirkende, pfeilerartige Strukturen hervorgehoben sind. Auch hier sind die Kanten mit vertikalen Stufungen versehen. An den Längsseiten sind die Geschosse durch umlaufendes Sockel- bzw. Traufgesims sowie durch eine geschossübergreifende Lisenengliederung zwischen den Fensterachsen gestalterisch zusammengefasst. Die Fenster sind durch Staffelung der Laibungen hinter die Wandflucht zurückgesetzt. Das verbindende Brüstungsfeld ist in variierenden Flechtmustern vermauert (an der Westseite wurden 1995 die Fenster des Obergeschosses in adäquaten Flechtbandmustern zugesetzt). Die Fensterstürze des zweiten Obergeschosses sind durch Profilleisten verbunden, die zusammen mit dem Traufgesims eine Art Gebälkzone ausbilden. An der Nordfassade ist die Mittelachse mit erhöhtem Eingangsrisalit versehen, der später zu einem Lastenaufzug ausgebaut wurde. Der verbliebene Rest an der südlichen Seite des Areals (ehemalige Spinnerei) ist heute kaum als Teil einer Tuchfabrik erkennbar. Derzeit ist ein Bowling-Zentrum und ein Einkaufsmarkt hier ansässig.

Fabrikantenvilla

### Fabrikantenvilla
Die Villa in der Ostrower Straße 15 wurde vermutlich 1878 gebaut. Sie ist ein kubischer Putzbau unter flachem Pultdach in Formen der an italienischen Vorbildern orientierten Neurenaissance. Im Zugangsbereich ist ein Mosaikpflaster mit Davidstern sowie hochwertige Ausstattung im Inneren (Stuckdecken, Holzvertäfelungen, gusseiserne Treppen) vorhanden. Ersteigentümer war Adolf Westerkamp, der sie mit Christoph Hasselbach bewohnte. Ab 1926 war der Eigentümer E. Hasselbach. In der DDR war das Gebäude Sitz der Denkmalpflege Cottbus. Die Villa gehört zu den stattlichsten Fabrikantenwohnhäusern der späten 1870er Jahre und veranschaulicht bis heute den hohen Repräsentationsanspruch der Eigentümer. In den ursprünglich um 1880 angelegten Villengärten sind nur noch einige Altbäume erhalten geblieben, diese sind in eine neuangelegte Freifläche integriert. Auf der Nordseite des Gebäudes ist noch eine ältere Kastanie vorhanden. Der Vorgarten ist straßenseitig durch eine Pergola, die aus einem mit rotem Klinker gemauerten Sockel und Pfeilern besteht, durch eiserne Gitterzaunfelder begrenzt. Die Villa ist saniert und beherbergt Büroräume verschiedener Unternehmen. Von dem westlich gelegenen Flügel des ehemaligen Kontors existiert heute nur noch die Fassade. Die Buchstaben H und W (Hasselbach & Westkamp) finden sich noch heute in der Ostrower Straße am gusseisernen Fenstergitter des Bürogebäudes, von dem nur noch die Vorderfront steht.

## Bedeutung
Die Tuchfabrik gehörte bis in die 1970er Jahre zu den führenden Textilunternehmen in Cottbus, bis sie 1972 in den volkseigenen Betrieb "VEB Tuchfabrik Cottbus" umgewandelt wurde. Bis 1972 produzierte die Firma mit staatlicher Beteiligung Ulster-, Sport- sowie feine Streichgarn- und Cheviotanzugstoffe. Ab 1976 hieß sie VEB Tuchfabrik Cottbus und arbeitete unter diesem Namen bis 1991, dann kam das Aus für die Fabrik. Das alte Fabrikgebäude wurde in den Jahren  1996/97 für eine (nicht erfolgte) Wohnbebauung abgerissen.